# Alan Curtis (acteur)
Pour les articles homonymes, voir Alan Curtis.
Harry Ueberroth, connu sous le nom de scène Alan Curtis (né le 24 juillet 1909 à Chicago et mort le 2 février 1953 à New York) est un acteur américain.
Il est apparu dans plus de cinquante films.

## Biographie
Alan Curtis commence comme mannequin avant de devenir acteur. Il commence sa carrière au cinéma vers la fin des années 1930 et joue des rôles mémorables dans des films tels que La Grande Évasion (High Sierra, 1941).
Il fut marié durant un an avec l'actrice et chanteuse hongroise Ilona Massey (entre 1941 et 1942).
Il est mort au cours d'une opération, à l'âge de 43 ans.

## Filmographie
- 1936 : The Witness Chair (en) de George Nichols Jr. (non crédité)
- 1936 : Undersea Kingdom (en) de B. Reeves Eason et Joseph Kane (non crédité)
- 1936 : The Last Outlaw de Christy Cabanne (non crédité)
- 1936 : Sur les ailes de la danse (Swing Time) de George Stevens (non crédité)
- 1936 : Walking on Air de Joseph Santley : Fred Randolph
- 1936 : Gardez-les sous les verrous (Don't Turn 'em Loose) de Benjamin Stoloff (non crédité)
- 1936 : Without Orders de Lew Landers (non crédité)
- 1936 : One Live Ghost de Leslie Goodwins, court-métrage (non crédité)
- 1936 : Smartest Girl in Town de Joseph Santley (non crédité)
- 1936 : Sous les ponts de New York (Winterset) d'Alfred Santell (non crédité)
- 1937 : Don't Tell the Wife (en) de Christy Cabanne (non crédité)
- 1937 : Les Démons de la mer (Sea Devils) de Benjamin Stoloff (non crédité)
- 1937 : Crime en haute mer (China Passage) d'Edward Killy (non crédité)
- 1937 : La Femme que j'aime (The Woman I Love) d'Anatole Litvak (non crédité)
- 1937 : Une femme jalouse (Between Two Women) de George B. Seitz (non crédité)
- 1937 : Bad Guy d'Edward L. Cahn (non crédité)
- 1937 : L'Espionne de Castille (The Firefly) de Robert Z. Leonard (non crédité)
- 1937 : Mannequin (Mannequin) de Frank Borzage : Eddy Miller
- 1938 : Yellow Jack de George B. Seitz : Brinkerhof
- 1938 : L'Ange impur (The Shopworn Angel) de Henry C. Potter : Thin Lips
- 1938 : Le Duc de West Point (The Duke of West Point) d'Alfred E. Green : Cadet Strong
- 1939 : Burn 'Em Up O'Connor d'Edward Sedgwick : Jose 'Rocks' Rivera
- 1939 : Au service de la loi (Sergeant Madden) de Josef von Sternberg : Dennis Madden
- 1939 : Nous irons à Paris (Good Girls Go to Paris ) d'Alexander Hall : Tom Brand
- 1939 : Hollywood Cavalcade d'Irving Cummings, Malcolm St. Clair : Nicky Hayden
- 1940 : Four Sons d'Archie Mayo : Karl Bern
- 1941 : La Grande Évasion (High Sierra) de Raoul Walsh : Babe Kosak
- 1941 : Deux Nigauds soldats (Buck Privates) d'Arthur Lubin : Bob Martin
- 1941 : Arènes sanglantes (Blood and Sand) (1941) de Rouben Mamoulian (scènes supprimées)
- 1941 : New Wine de Reinhold Schünzel : Franz Schubert
- 1941 : We Go Fast de William C. McGann : Bob Brandon
- 1942 : Remember Pearl Harbor de Joseph Santley : Bruce Gordon
- 1943 : Hitler's Madman de Douglas Sirk : Karel Vavra
- 1943 : Rencontre à Londres (Two Tickets to London) d'Edwin L. Marin
- 1943 : Symphonie loufoque (Crazy House) d'Edward F. Cline
- 1943 : Gung Ho! ('Gung Ho!': The Story of Carlson's Makin Island Raiders) de Ray Enright : John Harbison
- 1944 : Les Mains qui tuent (Phantom Lady) de Robert Siodmak : Scott Henderson
- 1944 : La Vengeance de l'homme invisible de Ford Beebe : Mark Foster
- 1944 : Destiny de Reginald Le Borg et Julien Duvivier : Cliff Banks
- 1945 : Frisco Sal (en) de George Waggner : Ric Jordan / John Warren
- 1945 : Voyez mon avocat (See My Lawyer) d'Edward F. Cline : Charlie Rodman
- 1945 : Show Boat en furie (The Naughty Nineties) de Jean Yarbrough : M. Crawford
- 1945 : Shady Lady de George Waggner : Marty Martin
- 1945 : Les Quatre Bandits de Coffeyville (The Daltons Ride Again) de Ray Taylor : Emmett Dalton
- 1946 : Inside Job de Jean Yarbrough : Eddie Norton / Eddie Mitchell
- 1946 : Flight to Nowhere de William Rowland : Hobe Carrington
- 1946 : Renegade Girl de William Berke : capitaine Fred Raymond
- 1947 : Philo Vance's Gamble de Basil Wrangell : Philo Vance
- 1947 : Philo Vance's Secret Mission de Reginald Le Borg : Philo Vance
- 1948 : The Enchanted Valley de Robert Emmett Tansey : Johnny Nelson
- 1949 : Apache Chief de Frank McDonald : Young Eagle
- 1949 : Les Pirates de Capri (I pirati di Capri ou Pirates of Capri) de Giuseppe Maria Scotese et Edgar G. Ulmer : Commodore Van Diel
- 1951 : Terre de violence (Amore e sangue) de Marino Girolami
- 1951 : Schatten über Neapel de Hans Wolff : Paolo